# Coriarachne
Coriarachne – rodzaj pająków z rodziny ukośnikowatych.
Pająki te mają bardzo silnie spłaszczone ciało. Karapaks ma część głowową szeroką i płaską, a jego górna krawędź jest w widoku od przodu prosta do lekko wklęśniętej. Oczy bocznych par są duże i umieszczone na wzgórkach. Oczy par środkowych są drobnych rozmiarów, rozmieszczone na planie czworokąta tylko nieco szerszego z tyłu.
Należą tu 4 opisane gatunki:
- Coriarachne brunneipes Banks, 1893
- Coriarachne depressa C.L. Koch, 1837
- Coriarachne fulvipes Karsch, 1879
- Coriarachne melancholica Simon, 1880

Pierwszy występuje w Ameryce Północnej, a pozostałe w Palearktyce. W Polsce występuje tylko C. depressa (zobacz: ukośnikowate Polski).